# Campeonato Brasileiro Série D 2022
Il Campeonato Brasileiro Série D 2022 è stata la 14ª edizione del Campeonato Brasileiro Série D. Il torneo è iniziato il 17 aprile 2022 e si è concluso il 25 settembre 2022.

## Squadre partecipanti
| Stato               | Squadra (Città)                       | Motivo qualificazione                                |
| ------------------- | ------------------------------------- | ---------------------------------------------------- |
| Acre                | Rio Branco-AC (Rio Branco)            | Vincitore del Campionato Acriano 2021                |
| Acre                | Humaitá-AC (Porto Acre)               | 2° nel Campionato Acriano 2021                       |
| Alagoas             | CSE (Palmeira dos Índios)             | 3º nel Campionato Alagoano 2021                      |
| Alagoas             | ASA (Arapiraca)                       | Vincitore della Copa Alagoas 2021                    |
| Amapá               | Trem (Macapá)                         | Vincitore del Campionato Amapaense 2021              |
| Amazonas            | São Raimundo-AM (Manaus)              | 2º nel Campionato Amazonense 2021                    |
| Amazonas            | Amazonas (Manaus)                     | 3º nel Campionato Amazonense 2021                    |
| Bahia               | Atlético de Alagoinhas (Alagoinhas)   | Vincitore del Campionato Baiano 2021                 |
| Bahia               | Bahia de Feira (Feira de Santana)     | 2º nel Campionato Amazonense 2021                    |
| Bahia               | Juazeirense (Juazeiro)                | 3º nel Campionato Amazonense 2021                    |
| Bahia               | Jacuipense (Riachão do Jacuípe)       | 9º nel Campeonato Brasileiro Série C 2021, gruppo A  |
| Ceará               | Pacajus (Pacajus)                     | 5º nel Campionato Cearense 2021                      |
| Ceará               | Crato (Crato)                         | 6º nel Campionato Cearense 2021                      |
| Ceará               | Icasa (Juazeiro do Norte)             | 7º nel Campionato Cearense 2021                      |
| Distretto Federale  | Brasiliense (Taguatinga)              | Vincitore del Campionato Brasiliense 2021            |
| Distretto Federale  | Ceilândia (Ceilândia)                 | 2º nel Campionato Brasiliense 2021                   |
| Espírito Santo      | Real Noroeste (Águia Branca)          | Vincitore del Campionato Capixaba 2021               |
| Espírito Santo      | Nova Venécia (Nova Venécia)           | Vincitore della Copa Espírito Santo 2021             |
| Goiás               | Grêmio Anápolis (Anápolis)            | Vincitore del Campionato Goiano 2021                 |
| Goiás               | Anápolis (Anápolis)                   | 5º nel Campionato Goiano 2021                        |
| Goiás               | Iporá (Iporá)                         | 6º nel Campionato Goiano 2021                        |
| Maranhão            | Moto Club (São Luís)                  | 2º nel Campionato Maranhense 2021                    |
| Maranhão            | Juventude-MA (São Mateus do Maranhão) | Finalista della Copa Federação Maranhense 2021       |
| Mato Grosso         | CEOV (Várzea Grande)                  | 2º nel Campionato Mato-Grossense 2021                |
| Mato Grosso         | Ação (Santo Antônio do Leverger)      | 3º nel Campionato Mato-Grossense 2021                |
| Mato Grosso do Sul  | Costa Rica (Costa Rica)               | Vincitore del Campionato Sul-Mato-Grossense 2021     |
| Minas Gerais        | Pouso Alegre (Pouso Alegre)           | 5º nel Campionato Mineiro 2021                       |
| Minas Gerais        | URT (Patos de Minas)                  | 6º nel Campionato Mineiro 2021                       |
| Minas Gerais        | Caldense (Poços de Caldas)            | 7º nel Campionato Mineiro 2021                       |
| Pará                | Tuna Luso (Belém)                     | 2º nel Campionato Paraense 2021                      |
| Pará                | Castanhal (Castanhal)                 | 4º nel Campionato Paraense 2021                      |
| Paraíba             | Sousa (Sousa)                         | 2º nel Campionato Paraibano 2021                     |
| Paraíba             | São Paulo Crystal (Lucena)            | 4º nel Campionato Paraense 2022                      |
| Paraná              | FC Cascavel (Cascavel)                | 2º nel Campionato Paraibano 2021                     |
| Paraná              | Azuriz (Marmeleiro)                   | 5º nel Campionato Paraense 2022                      |
| Paraná              | Cianorte (Cianorte)                   | 6º nel Campionato Paraense 2022                      |
| Paraná              | Paraná (Curitiba)                     | 9º nel Campeonato Brasileiro Série C 2021, gruppo B  |
| Pernambuco          | Afogados (Afogados da Ingazeira)      | 5º nella Prima Fase del Campionato Pernambucano 2021 |
| Pernambuco          | Retrô (Camaragibe)                    | 7º nella Prima Fase del Campionato Pernambucano 2021 |
| Pernambuco          | Santa Cruz (Recife)                   | 10º nel Campeonato Brasileiro Série C 2021, gruppo A |
| Piauí               | Fluminense-PI (Teresina)              | 2º nel Campionato Piauiense 2021                     |
| Piauí               | 4 de Julho (Piripiri)                 | 3º nel Campionato Piauiense 2021                     |
| Rio de Janeiro      | Portuguesa-RJ (Rio de Janeiro)        | 3º nel Campionato Carioca 2021                       |
| Rio de Janeiro      | Nova Iguaçu (Nova Iguaçu)             | 7º nel Campionato Carioca 2021                       |
| Rio de Janeiro      | Pérolas Negras (Resende)              | Vincitore della Copa Rio 2021                        |
| Rio Grande do Norte | Globo (Ceará-Mirim)                   | Vincitore Campionato Potiguar 2021                   |
| Rio Grande do Norte | América-RN (Natal)                    | 3º nel Campionato Potiguar 2021                      |
| Rio Grande do Sul   | Caxias (Caxias do Sul)                | 4º nel Campionato Gaúcho 2021                        |
| Rio Grande do Sul   | Aimoré (São Leopoldo)                 | 7º nel Campionato Gaúcho 2021                        |
| Rio Grande do Sul   | São Luiz (Ijuí)                       | 8º nel Campionato Gaúcho 2021                        |
| Rondônia            | Porto Velho (Porto Velho)             | Vincitore del Campionato Rondoniense 2021            |
| Roraima             | São Raimundo-RR (Boa Vista)           | Vincitore Campionato Roraimense 2021                 |
| Roraima             | Náutico-RR (Caracaraí)                | 2º nel Campionato Roraimense 2021                    |
| Santa Catarina      | Marcílio Dias (Itajaí)                | 4º nel Campionato Catarinense 2021                   |
| Santa Catarina      | Juventus-SC (Jaraguá do Sul)          | 5º nel Campionato Catarinense 2021                   |
| Santa Catarina      | Próspera (Criciúma)                   | 6º nel Campionato Catarinense 2021                   |
| San Paolo           | Ferroviária (Araraquara)              | 6º nel Campionato Paulista 2021                      |
| San Paolo           | Inter de Limeira (Limeira)            | 7º nel Campionato Paulista 2021                      |
| San Paolo           | Santo André (Santo André)             | 13º nel Campionato Paulista 2021                     |
| San Paolo           | São Bernardo (São Bernardo do Campo)  | Vincitore della Copa Paulista 2021                   |
| San Paolo           | Oeste (Barueri)                       | 10º nel Campeonato Brasileiro Série C 2021, gruppo B |
| Sergipe             | Sergipe (Aracaju)                     | Vincitore Campionato Sergipano 2021                  |
| Sergipe             | Lagarto (Lagarto)                     | 2º nel Campionato Sergipano 2021                     |
| Tocantins           | Tocantinópolis (Tocantinópolis)       | Vincitore del Campionato Tocantinense 2021           |

## Formato
Nella prima fase, le 64 squadre sono state divise in otto gironi da otto squadre organizzati a livello regionale. Le prime quattro di ciascun girone, si qualificano per i sedicesimi di finale. Dai sedicesimi in poi la competizione si giocherà come un torneo a eliminazione diretta con match di andata e ritorno. Le quattro squadre che arriveranno fino alle semifinali, saranno promosse in Série C 2023.

## Prima fase

### Gruppo A1
| Pos. | Squadra         |
| ---- | --------------- |
| 1    | Amazonas        |
| 2    | Rio Branco-AC   |
| 3    | São Raimundo-AM |
| 4    | São Raimundo-RR |
| 5    | Porto Velho     |
| 6    | Trem            |
| 7    | Humaitá         |
| 8    | Náutico-RR      |

### Gruppo A2
| Pos. | Squadra        |
| ---- | -------------- |
| 1    | Moto Club      |
| 2    | Tocantinópolis |
| 3    | Pacajus        |
| 4    | Juventude-MA   |
| 5    | Fluminense-PI  |
| 6    | Castanhal      |
| 7    | Tuna Luso      |
| 8    | 4 de Julho     |

### Gruppo A3
| Pos. | Squadra           |
| ---- | ----------------- |
| 1    | Retrô             |
| 2    | América-RN        |
| 3    | Sousa             |
| 4    | Afogados          |
| 5    | Icasa             |
| 6    | São Paulo Crystal |
| 7    | Globo             |
| 8    | Crato             |

### Gruppo A4
| Pos. | Squadra                |
| ---- | ---------------------- |
| 1    | ASA                    |
| 2    | Lagarto                |
| 3    | Jacuipense             |
| 4    | Santa Cruz             |
| 5    | Sergipe                |
| 6    | Juazeirense            |
| 7    | CSE                    |
| 8    | Atlético de Alagoinhas |

### Gruppo A5
| Pos. | Squadra         |
| ---- | --------------- |
| 1    | Brasiliense     |
| 2    | Anápolis        |
| 3    | Costa Rica      |
| 4    | CEOV            |
| 5    | Ceilândia       |
| 6    | Iporá           |
| 7    | Grêmio Anápolis |
| 8    | Ação            |

### Gruppo A6
| Pos. | Squadra          |
| ---- | ---------------- |
| 1    | Pouso Alegre     |
| 2    | Bahia de Feira   |
| 3    | Real Noroeste    |
| 4    | Nova Venécia     |
| 5    | Inter de Limeira |
| 6    | Ferroviária      |
| 7    | URT              |
| 8    | Caldense         |

### Gruppo A7
| Pos. | Squadra        |
| ---- | -------------- |
| 1    | São Bernardo   |
| 2    | Paraná         |
| 3    | Portuguesa-RJ  |
| 4    | Oeste          |
| 5    | Nova Iguaçu    |
| 6    | Santo André    |
| 7    | Cianorte       |
| 8    | Pérolas Negras |

### Gruppo A8
| Pos. | Squadra       |
| ---- | ------------- |
| 1    | Caxias        |
| 2    | Aimoré        |
| 3    | FC Cascavel   |
| 4    | Azuriz        |
| 5    | São Luiz      |
| 6    | Marcílio Dias |
| 7    | Juventus-SC   |
| 8    | Próspera      |

## Seconda fase
| Squadra 1       | Totale          | Squadra 2      | Andata | Ritorno |
| --------------- | --------------- | -------------- | ------ | ------- |
| Juventude-MA    | 1 - 2           | Amazonas       | 0 - 0  | 1 - 2   |
| São Raimundo-AM | 3 - 6           | Tocantinópolis | 2 - 2  | 1 - 4   |
| São Raimundo-RR | 1 - 1 (7-8 dtr) | Moto Club      | 0 - 0  | 1 - 1   |
| Pacajus         | 1 - 1 (4-5 dtr) | Rio Branco-AC  | 1 - 1  | 0 - 0   |
| Santa Cruz      | 2 - 1           | Retrô          | 0 - 0  | 2 - 1   |
| Sousa           | 1 - 3           | Lagarto        | 0 - 1  | 1 - 2   |
| Afogados        | 1 - 4           | ASA            | 1 - 2  | 0 - 2   |
| Jacuipense      | 0 - 1           | América-RN     | 0 - 1  | 0 - 0   |
| Nova Venécia    | 4 - 2           | Brasiliense    | 3 - 1  | 1 - 1   |
| Costa Rica      | 1 - 2           | Bahia de Feira | 0 - 0  | 1 - 2   |
| CEOV            | 0 - 2           | Pouso Alegre   | 0 - 0  | 0 - 2   |
| Real Noroeste   | 5 - 5 (3-1 dtr) | Anápolis       | 5 - 2  | 0 - 3   |
| Azuriz          | 1 - 3           | São Bernardo   | 1 - 1  | 0 - 2   |
| Portuguesa-RJ   | 1 - 1 (4-3 dtr) | Aimoré         | 0 - 1  | 1 - 0   |
| Oeste           | 2 - 2 (5-6 dtr) | Caxias         | 1 - 1  | 1 - 1   |
| FC Cascavel     | 0 - 0 (4-5 dtr) | Paraná         | 0 - 0  | 0 - 0   |

## Terza fase
| Squadra 1      | Totale          | Squadra 2      | Andata | Ritorno |
| -------------- | --------------- | -------------- | ------ | ------- |
| Lagarto        | 2 - 3           | Amazonas       | 1 - 1  | 1 - 2   |
| Santa Cruz     | 0 - 1           | Tocantinópolis | 0 - 0  | 0 - 1   |
| América-RN     | 3 - 1           | Moto Club      | 2 - 1  | 1 - 0   |
| Rio Branco-AC  | 0 - 0 (4-5 dtr) | ASA            | 0 - 0  | 0 - 0   |
| Portuguesa-RJ  | 4 - 3           | Nova Venécia   | 2 - 1  | 2 - 2   |
| Bahia de Feira | 1 - 2           | São Bernardo   | 0 - 1  | 1 - 1   |
| Paraná         | 1 - 2           | Pouso Alegre   | 1 - 1  | 0 - 1   |
| Real Noroeste  | 1 - 1 (0-3 dtr) | Caxias         | 1 - 1  | 0 - 0   |

## Quarti di finale
| Squadra 1      | Totale | Squadra 2    | Andata | Ritorno |
| -------------- | ------ | ------------ | ------ | ------- |
| Portuguesa-RJ  | 3 - 4  | Amazonas     | 1 - 1  | 2 - 3   |
| ASA            | 0 - 3  | Pouso Alegre | 0 - 2  | 0 - 1   |
| Tocantinópolis | 0 - 5  | São Bernardo | 0 - 3  | 0 - 2   |
| Caxias         | 2 - 3  | América-RN   | 1 - 0  | 1 - 3   |

## Semifinali
| Squadra 1    | Totale | Squadra 2    | Andata | Ritorno |
| ------------ | ------ | ------------ | ------ | ------- |
| Pouso Alegre | 2 - 0  | Amazonas     | 1 - 0  | 1 - 0   |
| América-RN   | 3 - 0  | São Bernardo | 2 - 0  | 1 - 0   |

## Finale
| Squadra 1  | Totale | Squadra 2    | Andata | Ritorno |
| ---------- | ------ | ------------ | ------ | ------- |
| América-RN | 2 - 1  | Pouso Alegre | 2 - 0  | 0 - 1   |